# مراد دوم
مراد دوم، (۱۶ ژوئن ۱۴۰۴ – ۱۴۵۱ ۳ فوریه) ششمین سلطان امپراتوری عثمانی بود. مراد در آماسیه زاده شد و پس از مرگ پدرش و در ۱۷ سالگی به سلطنت رسید.
سلطان مراد برادرش مصطفی بدر را به حمید اعزام کرد تا بر آناتولی حکومت کند و شاهزادگان دیگری چون یوسف بدر و محمد بدر را به بیزانس اعزام کرد. مراد در دوران حکومتش با مسیحیان بالکان در جنگ بود. در زمان سلطنت مراد، عثمانیان برای نخستین بار وارد جنگ با ونیز شدند. عثمانیان موفق شدند صربستان را تا رود دانوب و نیز بلغارستان را فتح کنند. مراد همچنین جنگی علیه شورشیان شمال آلبانی به‌راه انداخت، اما از ادامهٔ جنگ سر باز زد. مراد در سال ۱۴۵۱ میلادی بر اثر سکتهٔ قلبی درگذشت.

## نگارخانه

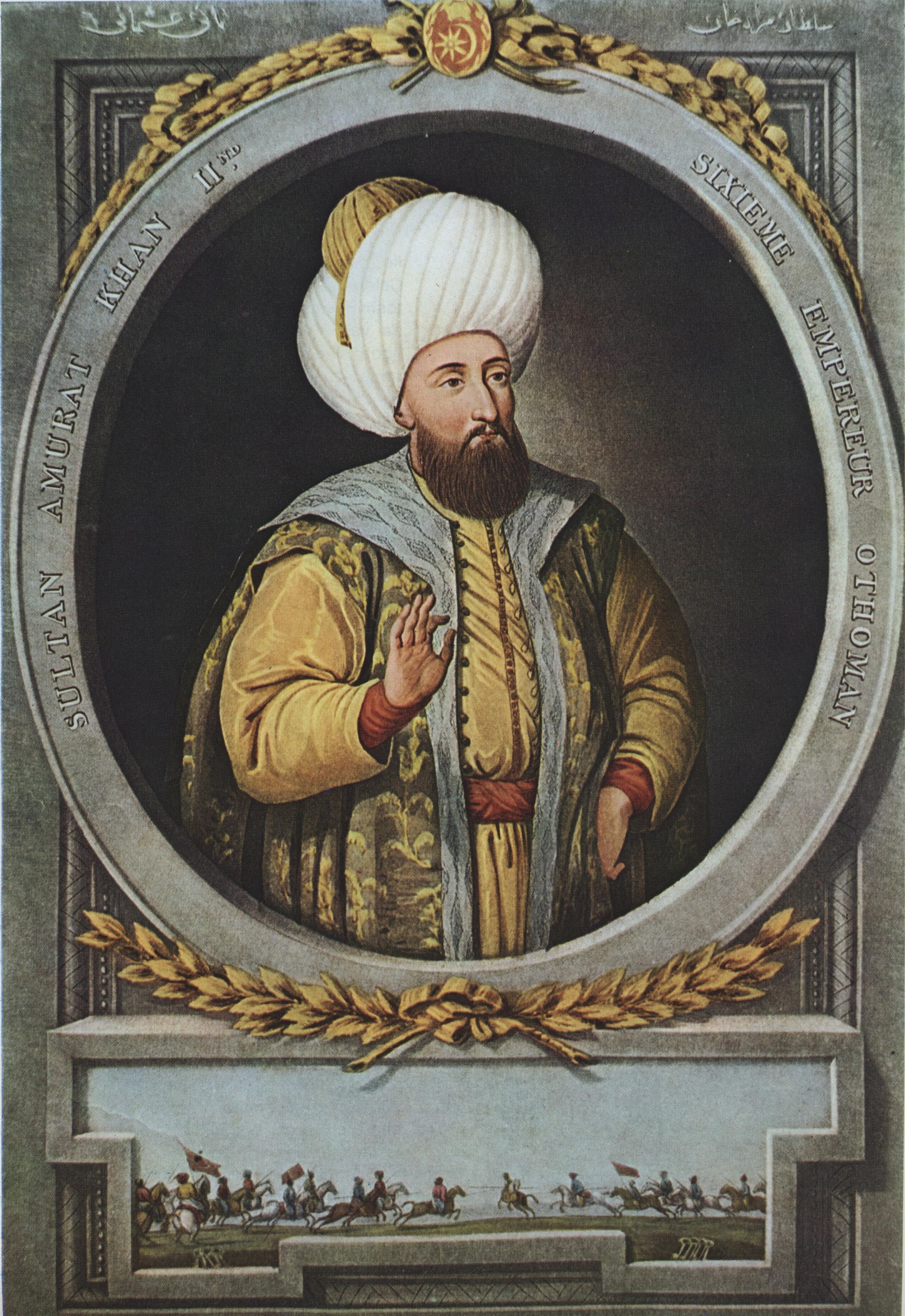
سلطان مراد ثانی
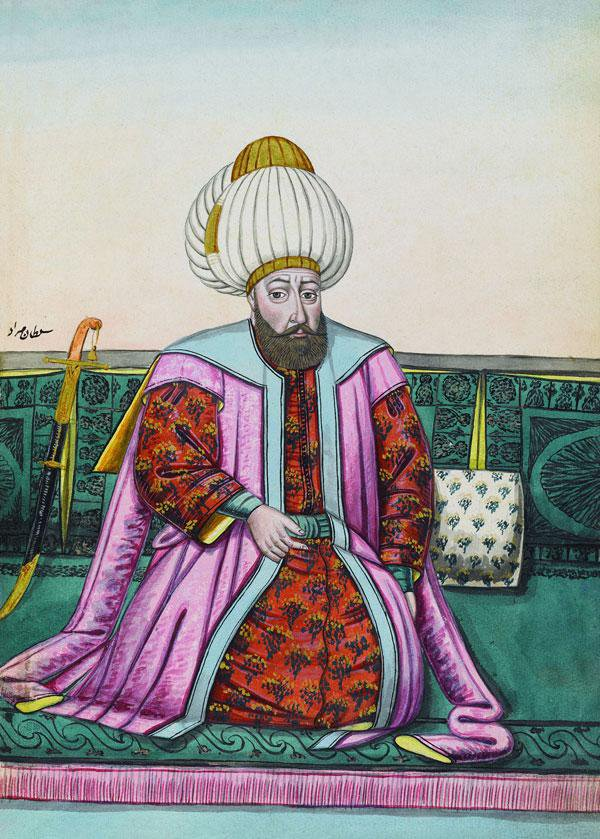
نگاره‌ای از مراد دوم
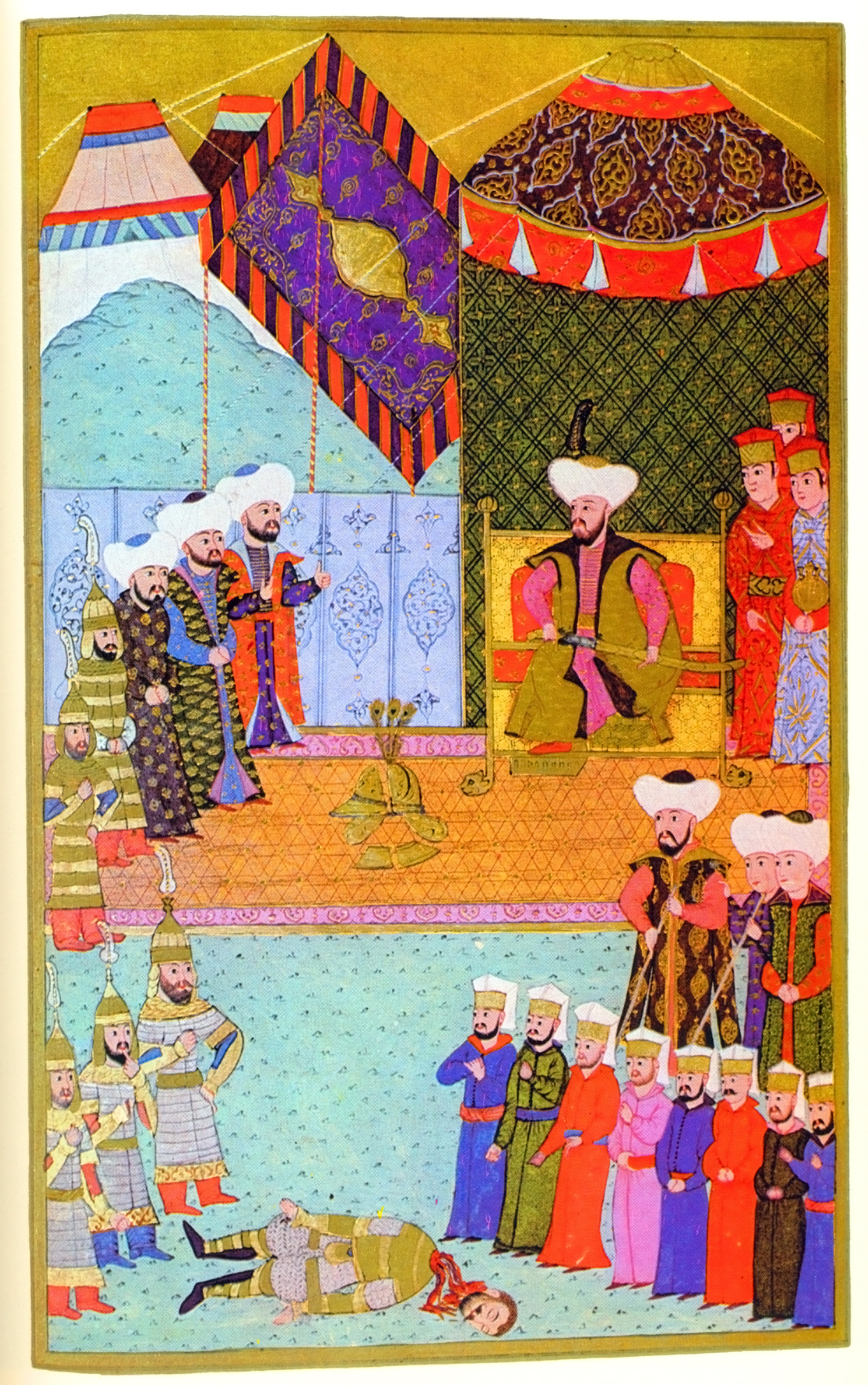
سلطان مراد دوم و جان هونیادی
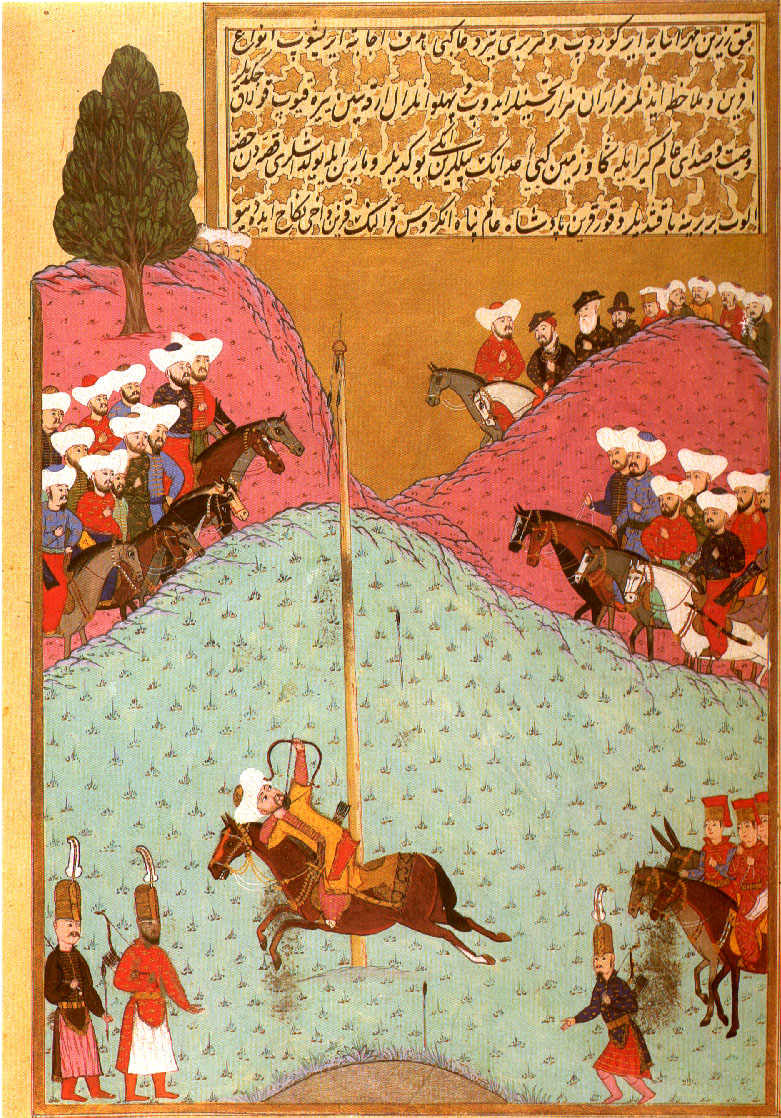
سلطان مراد خان در حال تمرین تیراندازی با کمان (نقاشی مینیاتور، سال 1584)